# Talnakh
Talnakh (tiếng Nga: Талнах) là một thành phố Nga. Thành phố này thuộc chủ thể Krasnoyarsk Krai. Thành phố có dân số 58.654 người (theo điều tra dân số năm 2002). Đây là thành phố lớn thứ 283 của Nga theo dân số năm 2002. Dân số qua các thời kỳ: